# Старий Імельник
Старий Імельник (пол. Stary Imielnik) — село в Польщі, у гміні Стрикув Зґерського повіту Лодзинського воєводства.
Населення — 184 особи (2011).

## Демографія
Демографічна структура станом на 31 березня 2011 року:
|          | Загалом | Допрацездатний вік | Працездатний вік | Постпрацездатний вік |
| -------- | ------- | ------------------ | ---------------- | -------------------- |
| Чоловіки | 91      | 15                 | 66               | 10                   |
| Жінки    | 93      | 15                 | 54               | 24                   |
| Разом    | 184     | 30                 | 120              | 34                   |